# 村上景広
村上 景広（むらかみ かげひろ）は、戦国時代から江戸時代前期にかけての武将。能島村上一族。村上隆重の嫡男。武吉の従兄弟。備中笠岡城主。

## 生涯
村上水軍の能島村上氏の一族である村上隆重の子として誕生。主君・小早川隆景より偏諱を賜い景広と名乗る（隆景の生家である毛利氏にも従い、その通字を受けたとみられる元平（もとひら）の別名も伝わる）。
毛利氏に従い、父と共に瀬戸内の要衝笠岡城の城主として活動した。当時の注進状によれば、織田氏との第一次木津川口の戦いにも参戦している。文禄の役では、海上戦に不慣れな藤堂高虎隊に属して、これを補佐している。
関ヶ原の戦いでは、西軍に属した毛利氏の下、乃美景継（乃美宗勝の子）、九鬼嘉隆らと共に尾張国海上を封鎖し、東軍に属した水軍を散々に打ち破って首級107を挙げた。しかし、西軍が敗れたために毛利氏が減封となると、豊前国中津藩の藩主となった細川忠興に招かれて毛利氏を離れ、1万石を賜った。以後、細川氏の家臣として、300余人を率いて大坂の陣にも参加している。
寛永4年（1627年）死去。跡を嫡子・景則（長岡河内介）が継いだ。